# Budy Uśniackie
Budy Uśniackie (prononciation : [ˈbudɨ uɕˈɲat͡skʲɛ]) est un village polonais de la gmina de Garwolin dans le powiat de Garwolin de la voïvodie de Mazovie dans le centre-est de la Pologne.
Il se situe à environ 12 kilomètres à l'ouest de Garwolin (siège du powiat) et à 47 kilomètres au sud-est de Varsovie (capitale de la Pologne).

## Histoire
De 1975 à 1998, le village appartenait administrativement à la voïvodie de Siedlce.